# EA Sports FC 24
Az EA Sports FC 24 egy labdarúgó-videójáték, amelyet az EA Vancouver és az EA Romania fejlesztett, az EA Sports pedig kiadott. Ez az első játék az EA Sports FC sorozatban, amely következik az EA és a FIFA partnerségének befejeződését követően a FIFA 23-mal. A játék 2023. szeptember 29-én jelent meg világszerte Nintendo Switch, PlayStation 4, PlayStation 5, Windows, Xbox One és Xbox Series X/S platformokra.
Bár az EA szándékosan nem definiálta az 'FC' jelentését, a marketingjük arra utal, hogy az 'Football Club'-ot jelenti: "Az EA SPORTS FC egy új futballklub a labdarúgás jövőjéért, amelyet együtt akarunk megépíteni."

## Borítókép
A játék Standard Editionjének borítóján a Manchester City csatára, Erling Haaland látható. A játék Ultimate Editionjének borítóján 31 ikonikus volt és jelenlegi játékos szerepel a világ minden tájáról. Ezek közül a figyelemre méltó személyiségek: Vinícius Júnior, Sam Kerr, Marta, Ronaldinho, Marquinhos, Virgil van Dijk, Son Heung-min, Erling Haaland, Marcus Rashford, Johan Cruyff, Jude Bellingham, Alexander Isak, Zinedine Zidane, Pelé, Andrea Pirlo, David Beckham, Juan Román Riquelme és Bukayo Saka.

## Funkciók
Az EA Sports FC 24 Nintendo Switch verziója most már a Frostbite játékmotoron fut, így hasonló játékmenetet biztosít, mint a PlayStation 4 és Xbox One verziók. A FIFA 20 óta megjelent Switch-játékokat széles körben bírálták, amiért Legacy Editionként jelentették meg őket; ezek olyan verziók, amelyekben a mezgarnitúrákat, a keretösszeállításokat és a stadionokat frissítik a korábbi kiadáshoz képest, de nem adnak hozzá új játékmenetbeli funkciókat. Az EA Sports FC 24 teljes Ultimate Team élményt és VOLTA Footballt vezet be a Switchre. Ennek ellenére nem támogatja a crossplay-t a PlayStation 4-gyel vagy az Xbox One-nal. Guy Mowbray és Sue Smith különböző mérkőzésekhez biztosít kommentárt a játékban.

### HyperMotion V
Az EA Sports FC 24 a "HyperMotion V" technológiát használja, amely volumetrikus adatokat használ, amelyeket a stadionok körüli kamerák rögzítettek több mint 180 élvonalbeli mérkőzésen, beleértve az UEFA Bajnokok Ligáját, az UEFA Női Bajnokok Ligáját, a Premier League-et és a La Ligát. Az "Advanced 11v11 Match Capture" adatokat az EA Sports FC saját fejlesztésű gépi tanulási algoritmusainak tanítására használják, ami több mint 11 000 játékbeli animációt eredményez a FIFA 23 több mint 6 000 animációjával szemben.

### AcceleRATE 2.0
Az AcceleRATE 2.0 rendszer a játékosmozgást hét különböző archetípusra osztja, ami több mint kétszerese a FIFA 23-ban található mennyiségnek. A három alap gyorsulási típus a "Controlled", "Explosive" és "Lengthy". A legtöbb játékos a "Controlled" típusba tartozik, és egyenletesen és kontrolláltan gyorsul. Az "Explosive" játékosok alacsonyabbak és mozgékonyabbak, mint a többi játékos, ami nagyobb kezdeti gyorsulást eredményez, majd lelassulnak. A magasabb és erősebb játékosokat "Lengthy" típusba sorolják, akik lassabban kezdenek, de hosszabb távon képesek jól teljesíteni. Az EA Sports FC 24 négy új típust vezet be, amelyek még több játékosmozgás-stílust képviselnek: "Controlled Explosive" (50% Controlled, 50% Explosive), "Mostly Explosive" (70% Explosive, 30% Controlled), "Controlled Lengthy" (50% Controlled, 50% Lengthy) és "Mostly Lengthy" (70% Lengthy, 30% Controlled).

### PlayStyles
Az EA Sports FC 24 az Opta Sports közreműködésével bevezeti a PlayStyles-t, amely a játékosok pályán mutatott képességeit képviseli a játékban, és egyedi képességekkel ruházza fel a játékosokat. A PlayStyles+ lehetővé teszi, hogy a játék tükrözze a kiemelkedő játékosok képességeit, és a tipikus PlayStyles továbbfejlesztett változatai. A PlayStyles hat kategóriába sorolható: gólszerzés, passzolás, labdatartás, védekezés, fizikai és kapus. Összesen 34 vadonatúj PlayStyle létezik.

### Ultimate Team
A korábbi FIFA játékokban "FUT-"ra (FIFA Ultimate Team) rövidített Ultimate Team most hivatalosan EA Sports FC 24 Ultimate Team néven ismert, és UT rövidítéssel jelölik. A játékmód bevezeti az Evolutions-t, amely lehetővé teszi a felhasználóknak, hogy a jogosult játékosok képességeit, PlayStyles-ját és általános értékelését javítsák, valamint játékos tárgyaik tervezését és hátterét is szintre emeljék.
Az EA Sports FC 24-ben először lehet férfi és női játékosokat is választani a csapatba. Az EA Sports bejelentette, hogy a megjelenéskor Alexia Putellas, Erling Haaland, Kevin De Bruyne és Kylian Mbappé lesznek a legmagasabb, 91-es összpontszámú játékosok.
Az EA Sports FC 24 Ultimate Team módjában nyolc új ICON szerepel, köztük öt női ICON, Mia Hamm, Birgit Prinz, Homare Sawa, Camille Abily és Kelly Smith, valamint három új férfi ICON, Zico, Bobby Charlton és Franck Ribéry.

### Clubs és VOLTA Football
Az egyesített Clubs és VOLTA Football módja bevezeti a crossplay játékot az azonos generációs konzolokon lévő felhasználók között, kiterjesztve a crossplay-t a játék összes online többjátékos módjára. A felhasználók játszhatnak crosspaly-el PlayStation 5, Xbox Series X és Series S és Windows között, míg a PlayStation 4 és Xbox One konzolon lévő felhasználók egymás között játszhatnak.

## Licencek
2022. május 10-én az EA Sports és a FIFA bejelentette, hogy hosszú távú licencszerződésük a 2022. december 31-i lejáratakor véget ér, de beleegyeztek egy egyéves hosszabbításba, amely lehetővé tette a FIFA 23 megjelenését. Ugyanezen a napon az Electronic Arts bejelentette, hogy a FIFA labdarúgó-videójáték franchise-át 2023-tól EA Sports FC névre keresztelik át. A névváltozás ellenére a vállalat közleményében azt mondta, hogy az újnévre keresztelt franchise megőrzi több mint 19 000 játékos, több mint 700 csapat, több mint 100 stadion és több mint 30 bajnokság licencét. Az új licencek közé tartozik a spanyol Liga F és a német Frauen-Bundesliga.
Az EA Sports FC 24 az első játék a franchise-ban, amely tartalmazza az Aranylabda licencét is.

## Fordítás
Ez a szócikk részben vagy egészben  az   EA Sports FC 24 című angol Wikipédia-szócikk ezen változatának fordításán alapul.  Az eredeti cikk szerkesztőit annak laptörténete sorolja fel. Ez a jelzés csupán a megfogalmazás eredetét és a szerzői jogokat jelzi, nem szolgál a cikkben szereplő információk forrásmegjelöléseként.